# AKB1/48 アイドルとグアムで恋したら…
『AKB1/48 アイドルとグアムで恋したら…』（エーケービーよんじゅうはちぶんのいち アイドルとグアムでこいしたら）は、バンダイナムコゲームスより2011年10月6日に発売されたAKB48を題材としたPSP用恋愛シミュレーションゲームの第2弾。

## 概要
本作は、『AKB1/48 アイドルと恋したら…』の続編。人気女性アイドルグループ『AKB48』のメンバー全員が“プレーヤーのことを大好き”という状況の中でゲームが開始。グアム島を舞台にメンバー48人からの誘惑や愛の告白といった障害をかわし、最後に1人になるまで47人を振り続け、自分の好きなメンバー、いわゆる「推しメン」とのハッピーエンドを目指すというゲーム内容となっている。
企画発案は前作同様、AKB48総合プロデューサーの秋元康。
なお、2012年12月20日には、このシリーズの続編『AKB1/149 恋愛総選挙』が発売された。

## 背景とリリース
2011年6月27日、バンダイナムコゲームスより、昨年発売されたPSP用ソフト「AKB1/48 アイドルと恋したら…」の第2弾として「AKB1/48 アイドルとグアムで恋したら…」を制作すると発表。同日、秋葉原UDX AKIBA SQUAREにてAKB48のメンバーが登場して制作発表会が行われた。
ゲームソフト単品となる「通常版」のほか、未公開映像を収録したUMD VIDEOがセットになった「期間限定生産版」、前作「AKB1/48 アイドルと恋したら…」の告白シーンがHD画像で楽しめるBlu-rayなどの特典が付いた「初回限定生産版 オークションには出さないで下さい!BOX」の3種類が発売された。

## ゲームシステム
ゲーム開始後はゲームメニューが表示され、「アドレス」「着信履歴」内でデートするメンバーを選択することで電話発信（メンバーによる電話着信時のボイス）演出とともにゲームが開始、1回のデートイベント（場合によっては初回はグループ、2回目は個人と複数日にまたがる場合もあり）を経てゲームメニューに戻るシステムとなっている。イベント中のメンバーの台詞はすべて本人のフルボイスとなっている。
ゲーム開始時はデートに誘うメンバーを48人全員から選択することが可能であるが、デートイベント終了時、デートに誘ってもらえなかったメンバーは「自然消滅」という形で徐々に攻略対象から脱落していく。また、ゲーム開始以降のメンバー選択は、攻略対象から脱落していないメンバーから自由に選べるわけではなく、選択可能なメンバーは留守電やメールを併せた「着信履歴」に含まれるメンバーに限定される。つまり、特定メンバーのみを連続選択して短期間にゲームを終了させることはできないシステムとなっている。
ゲーム本編内ではデートイベントの終了時に3択の会話選択肢が設けられており、選択により好感度が変動する。その結果は効果音で確認できるようになっており、好感度を下げる返答をした場合には、そのメンバーは振られたものとして攻略対象から脱落することになる。また他のメンバーがデートを目撃していたなどの「ストーカーイベント」があり、選択次第では「目撃メンバー」がその場で脱落するほか、残りメンバーが少なくなるとそれまでに自然消滅したメンバーから「諦められない」など再会を望むメールが届くシチュエーションも用意されている（再会を承諾すると攻略対象に復帰）。デート終了後、場合によってはメール受信の形でトレーディングカードを入手できる場合もある。
このようにして好感度が最高になったメンバーから翌日の都合を確認される「告白前イベント」が発生、それを受けるとラストの「神告白イベント」に移行する。これを承諾するとハッピーエンド、拒否するとそのメンバーは脱落し、残っているメンバーでゲームが継続する。なお、いつまでも好感度を上昇させる選択肢を選択せずにゲーム進行していても、一度でも好感度を向上させたメンバーから次々に、あるいは最後の1人から告白前イベントが発生。告白前イベントが発生したメンバーを再度選択すると強制的に神告白イベントに移行するというシステムで、永久パターンを防止している。神告白イベントを承認してハッピーエンド動画を経るとエンディングとなるが、エンディング中はスタッフロールとともにAKB48メンバーが順次エンディング画面の右に表示される。
デートイベント、告白前イベント、神告白イベントにはメンバーごとに異なるシナリオが用意されている。また、神告白イベントは動画のみで構成され、メンバー全員で合計80分以上収録されている。

### ゲームメニュー
ゲームメニュー中では、ゲーム内経過日数および実時刻が画面右上に表示される。また、メニュー選択中はAKB48の曲がバックグラウンドミュージック（以下BGMと略記）として流れ、その曲名が画面上部に表示される。画面中央に、以下のメニュー項目が表示され、左右キーで選択するスタイルとなっている。
- バックアップ - セーブとロード
- セッティング - 設定
- アルバム
- アドレス
- 着信履歴
- 音楽プレイヤー
- フォトクロック
- メッセージフォト
- 48トレード - トレーディングカードの、プレイヤー間での交換モード

### アルバム
ゲーム内で解禁した画像や動画を閲覧するモードである。ここで閲覧可能なものは以下の通りである。
- トレーディングカード - ゲーム内で特定条件を満たす事で得られるフォトカード。「48トレード」を通じて他のプレイヤーとカード交換も可能である。
- 動画 - 告白シーン、承諾時のハッピーエンド、拒否時のバッドエンドの3種の動画。
- スチールフォト - デートイベント時に遭遇した様々な表情や衣装のフォト。

### アドレス
アドレス帳を意味するメニュー項目である。メンバーをチーム別／好感度順／五十音順／生年別／加入年別に並べ替えて表示することが可能となっている。メンバーを選択することで、顔写真、名前、ニックネーム、生年月日、出身地、身長、スリーサイズと、キャラクター説明を確認できる。また、着信履歴に含まれるメンバーであれば、デートのお誘いとしてこの項目から選択することも可能。
攻略対象から脱落した場合、名前の部分がガラスが割れたかのような演出で砕け散り、それ以降は名前の背景部分が薄い灰色表示で、次回ゲーム開始まで選択できない状態となる。

### 着信履歴
着信のあったメンバーを一覧表示するメニュー項目である。デートに誘うことができるメンバーは、ここに表示されるメンバーに限定される。なお、リアルタイムで着信演出が発生する場合、複数のメンバーからの留守電から返信を選択する場合などもある。また、ゲームが進行すると、メンバーは愛称表記となる。

### 音楽プレイヤー
BGMを変更するモードである。デフォルトで収録されている曲は以下の通りであるが、PSPの特定フォルダに格納された最大100曲までのMP3ファイルを代わりのBGMとして使用することが可能となっている。また、ランダム再生時の再生頻度を上げる「推し」設定を行うことも可能となっている。
- RIVER
- 大声ダイヤモンド
- 10年桜
- 涙サプライズ!
- 言い訳Maybe
- 桜の栞
- ポニーテールとシュシュ
- ヘビーローテーション
- Beginner
- チャンスの順番
- 桜の木になろう
- Everyday、カチューシャ
- フライングゲット
- 抱きしめちゃいけない

### フォトクロック
メンバーが持つスケッチブックに表示されるスタイルのフォトクロックである。画像は複数用意されており、生ボイスによるアラーム機能も有するが、初期状態で収録されているのは江口愛実のみであり、他のメンバーのものはPlayStation Store経由で入手する必要がある。

### パスワード
パスワードを入れると限定のカードを獲得することが出来る。

## 出演
- AKB48（2011年6月20日時点における「チームA」「チームK」「チームB」のメンバー）[2]
- 2011年6月6日に発足した「チーム4」に所属するメンバーは、限定版の付録にのみ登場する。

| チームA    | チームK    | チームB    | チーム4    |
| ---------- | ---------- | ---------- | ---------- |
| 岩佐美咲   | 秋元才加   | 石田晴香   | 市川美織   |
| 多田愛佳   | 板野友美   | 河西智美   | 大場美奈   |
| 大家志津香 | 内田眞由美 | 柏木由紀   | 島崎遥香   |
| 片山陽加   | 梅田彩佳   | 北原里英   | 島田晴香   |
| 倉持明日香 | 大島優子   | 小林香菜   | 竹内美宥   |
| 小嶋陽菜   | 菊地あやか | 小森美果   | 仲俣汐里   |
| 指原莉乃   | 田名部生来 | 佐藤亜美菜 | 中村麻里子 |
| 篠田麻里子 | 中塚智実   | 佐藤すみれ | 永尾まりや |
| 高城亜樹   | 仁藤萌乃   | 佐藤夏希   | 森杏奈     |
| 高橋みなみ | 野中美郷   | 鈴木紫帆里 | 山内鈴蘭   |
| 仲川遥香   | 藤江れいな | 鈴木まりや |            |
| 中田ちさと | 松井咲子   | 近野莉菜   |            |
| 仲谷明香   | 峯岸みなみ | 平嶋夏海   |            |
| 前田敦子   | 宮澤佐江   | 増田有華   |            |
| 前田亜美   | 横山由依   | 宮崎美穂   |            |
| 松原夏海   | 米沢瑠美   | 渡辺麻友   |            |